# 존더분트
존더분트(독일어: Sonderbund, 분리연방)는 스위스의 가톨릭을 믿는 7개 주가 조직한 동맹이다. 정식명칭은 방어동맹(독일어: Schutzvereinigung)이었다. 이들은 분리주의 운동을 벌여 스위스 통일전쟁이 일어났으나 개혁주의 세력에게 패하여 진압되었다. 존더분트의 패배로 스위스에서는 예수회가 추방당하고 헌법으로 예수회의 활동이 금지된다. 그러나 백년이 넘게 지난 1973년 5월에 헌법 개정을 통해 예수회의 활동이 허용됐다.

## 주 목록
- 루체른주
- 프리부르주
- 발레주
- 슈비츠주
- 우리주
- 운터발덴 주
- 추크 주